# Le Claon
Le Claon ist eine französische Gemeinde mit 48 Einwohnern (Stand: 1. Januar 2022) im Département Meuse in der Region Grand Est (vor 2016: Lothringen). Die Gemeinde gehört zum Arrondissement Verdun, zum Kanton Clermont-en-Argonne und zum Gemeindeverband Argonne-Meuse.

## Geographie
Umgeben wird Le Claon von den Nachbargemeinden Lachalade auf einem kurzen Abschnitt im Nordwesten, Neuvilly-en-Argonne im Norden und Nordosten, vom Kantonshauptort Clermont-en-Argonne im Südosten und Osten, Le Neufour im Südwesten sowie von der im Département Marne gelegenen Gemeinde Florent-en-Argonne im Westen.

## Bevölkerungsentwicklung
| Jahr                      | 1962 | 1968 | 1975 | 1982 | 1990 | 1999 | 2005 | 2010 | 2016 |
| Einwohner                 | 93   | 111  | 92   | 73   | 79   | 69   | 56   | 54   | 60   |
| Quelle: Cassini und INSEE |      |      |      |      |      |      |      |      |      |

## Sehenswürdigkeiten

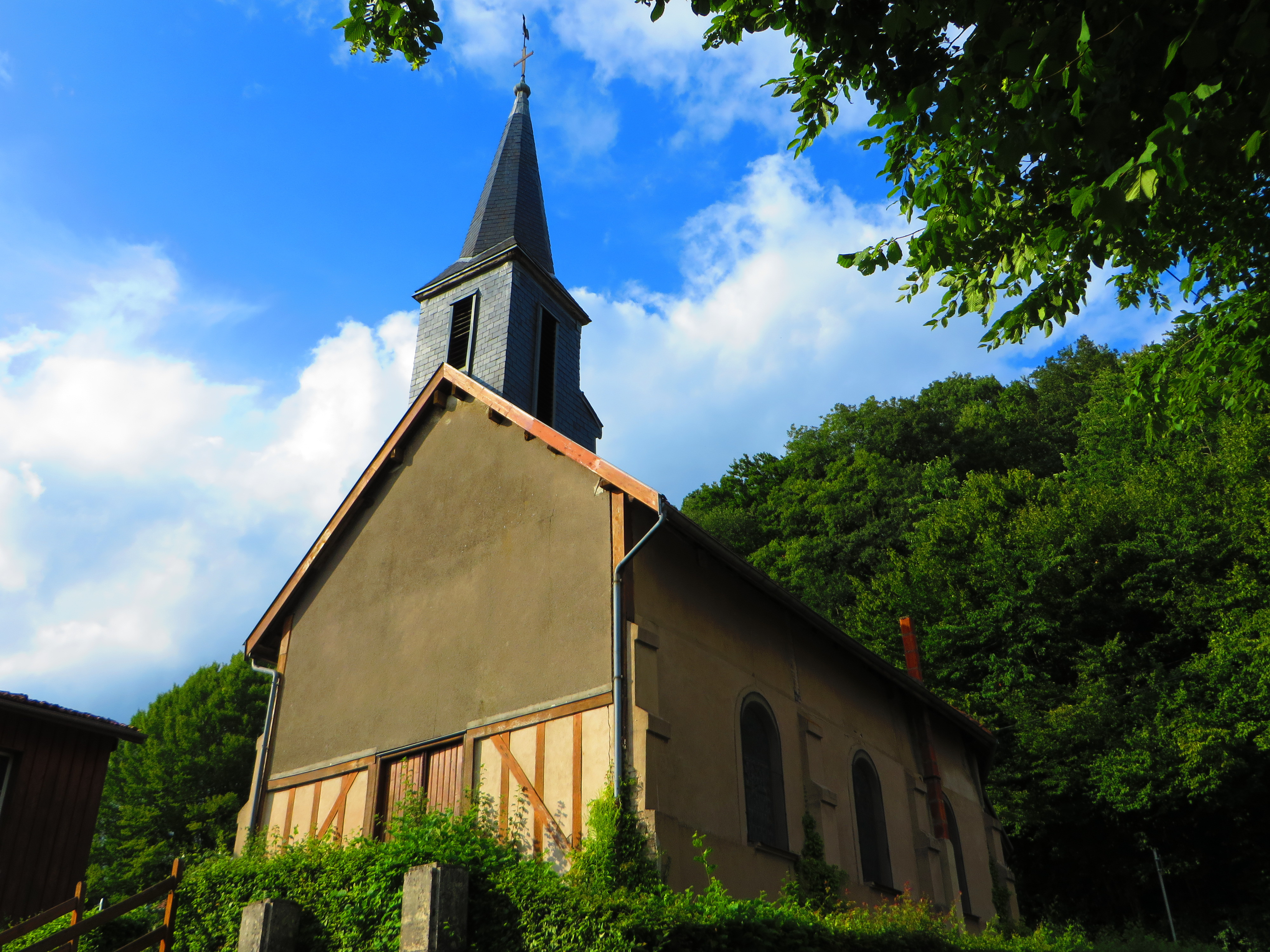
Kirche Saint-Charles

- Kirche Saint-Charles, erbaut 1732

## Persönlichkeiten
- Georges Chenet (1881–1951), Provinzialrömischer Archäologe und Bürgermeister von Le Claon